# 今川 (岐阜県)
今川（いまがわ）は、岐阜県関市・岐阜市を流れる長良川の分流。

## 概要
岐阜県関市上白金で長良川から分岐し、岐阜市芥見大退で津保川に合流する。
現在の今川に相当する河道は、1566年（永禄9年）9月2日に発生した長良川の洪水により出来た川と推測される。長良川本川と今川・津保川で囲まれた中州状の地域には古くは武儀郡と山県郡などが混在していたが、1897年（明治30年）の保戸島村発足によりほぼ全域が山県郡となり、保戸島村が1950年（昭和25年）に武儀郡小金田村に編入されるまでは今川が武儀郡と山県郡の郡境となっていた。
今川流域は古くから洪水も多発しており、江戸時代の寛政年間には長良川からの分岐部に水量調整のための洗堰が設置されたと伝えられる。近代以降も水害は続き、戦後だけでも1959年の伊勢湾台風、1960年の台風11号・12号などで氾濫し、被害が出ている。

## 流域の自治体
岐阜県
関市、岐阜市

## 橋梁
- 今川橋
- 保戸島橋